# Zygmunt Krzyżanowski
Zygmunt Krzyżanowski (ros. Сигизмунд Доминикович Кржижановский, Sigizmund Dominikowicz Krżyżanowski, ur. 11 lutego 1887 w Kijowie, zm. 28 grudnia 1950 w Moskwie) – radziecki pisarz, eseista i tłumacz polskiego pochodzenia.

## Życiroys
Urodził się pod Kijowem w rodzinie polskich katolików, jako najmłodszy z piątki rodzeństwa. Jego ojcem był Dominik Krzyżanowski, księgowy w podkijowskich cukrowniach, a matką, Fabiana Krzyżanowska z domu Maciejowska. Ukończył studia na wydziale prawa oraz filologię klasyczną i języki nowożytne (posługiwał się siedmioma językami) na uniwersytecie w Kijowie. W latach 1912–1914 odbył edukacyjną podróż po Francji, Szwajcarii, Niemczech i Włoszech. Po wybuchu I wojny światowej Krzyżanowski wrócił do Kijowa, w którym związał się ze środowiskiem artystycznym. W 1922 przeniósł się do Moskwy na zaproszenie Teatru Kameralnego Aleksandra Tairowa.
Krzyżanowski pisał opowiadania, powieści, scenariusze filmowe, pisma filozoficzne i krytyczne, które rzadko publikował. Proza Krzyżanowskiego nie przystawała do socrealistycznego nurtu w sztuce. Po latach, jako pisarz jest porównywany z Kafką. Za życia opublikował jedynie tekst o sztuce epigrafu, kilka szkiców o Szekspirze i Bernardzie Shaw. Pierwsze wydanie wyboru jego utworów miało miejsce dopiero w 1989 roku.

## Polskie przekłady
- Trzynasta kategoria rozsądku, wybór i przekład Walentyna Mikołajczyk-Trzcińska, Instytut Adama Mickiewicza i Oficyna Wydawnicza STON 2, Kielce 2004.
- Niemożliwe do przewidzenia, Oficyna Wydawnicza STON 2, Kielce 2004.
- Trzynasta kategoria rozsądku, Oficyna Wydawnicza STON 2, Kielce 2005.
- Powrót Münchhausena, Wydawnictwo BoSz, 2006.
- Most przez Styks. Wybór opowiadań, PIW, 2008.
- Klub morderców liter, Wydawnictwo Adam Marszałek, 2010.